# Marie-Louise Lachapelle

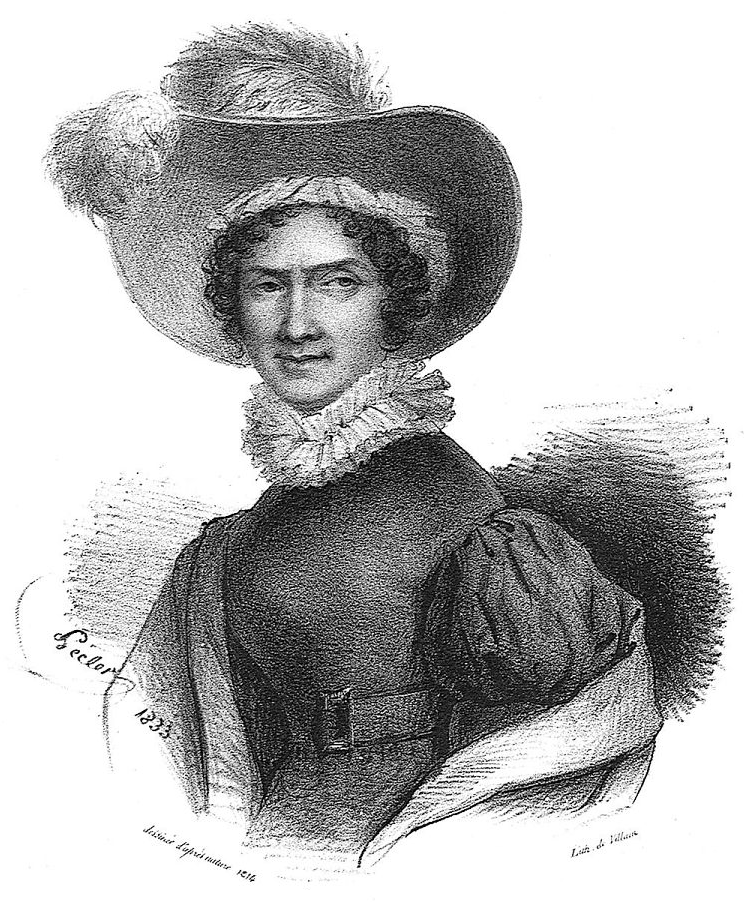
Marie-Louise Lachapelle, um 1814

Marie-Louise Lachapelle, geboren als Marie-Louise Dugès (* 1. Januar 1769 in Paris; † 4. Oktober 1821 ebenda), war eine französische leitende Ober-Hebamme des Hôtel-Dieu und Leiterin des praktischen Unterrichts für Hebammen am Hospice de la maternité.

## Leben
Marie-Louise Dugès wurde 1769 in Paris als Tochter von Louis Dugès und Marie Dugès, geborene Jonet, geboren. Ihr Vater war Gesundheitsbeauftragter und ihre Mutter Hebamme. Ihre Mutter wurde im Jahr 1775 als Ober-Hebamme des Hôtel-Dieu vereidigt.

## Ausbildung und Wirken
Lachapelle war als junges Mädchen als Begleiterin ihrer Mutter bei Entbindungen dabei. Von ihrer Mutter lernte sie das Handwerk einer Hebamme. Im Jahr 1792 heiratete sie den Chirurgen Lachapelle, der drei Jahre nach der Hochzeit starb. Mit ihm hatte sie eine Tochter, die später als Nonne lebte. Nach dem Tod ihres Mannes widmete sich Lachapelle ihrem Beruf als Hebamme.
Sie übernahm nach dem Tod ihrer Mutter im Jahr 1797 von ihr die Leitung der Entbindungsabteilung im Hôtel-Dieu. Zuvor hatte sie bereits als deren Stellvertreterin gearbeitet. Bei ihren Bemühungen, weitere Reformen in der Geburtshilfe und Gynäkologie einzuführen, stieß sie auf den Widerstand des Arztes und Geburtshelfers Jean Louis Baudelocque, der ebenfalls Geburtshilfe unterrichtete. Baudelocque bewunderte die Arbeit von Lachapelle, jedoch teilte er ihre Meinung nicht, dass das Wochenbettfieber ansteckend wäre. Er neigte zum häufigen Einsatz von Instrumenten zur Beschleunigung der Wehen und zu Zangen, mit denen die Babys aus dem Mutterleib gezogen wurden. Dennoch setzte Lachapelle durch, dass bei Geburten nicht mehr große Mengen unnötiger Menschen zugelassen wurden.
Zu der Zeit galt neben Frankreich Deutschland als recht aufgeklärt, wenn es um Frauen in der Medizin ging, die in bestimmten Bereichen praktizierten. Wie Eric von der Luft feststellte, erhielten gerade Hebammenschülerinnen Mitte des 19. Jahrhunderts in Deutschland eine höhere medizinische Ausbildung als Frauenmedizinstudenten zur gleichen Zeit in Amerika. Lachapelle ging nach Heidelberg, um bei Franz Naegele zu studieren. Nach ihrer Rückkehr nach Paris organisierte Lachapelle die Gründung eines Entbindungs- und Kinderkrankenhauses in Port Royal de Paris, das Hospice de la maternité. Dort führte sie neue Techniken in der Patientenversorgung ein und versuchte, die Ausbildung von Hebammen zu modernisieren.
Sie führte neue Techniken ein, um einen Dammriss zu vermeiden oder um bei einer Placenta praevia durch eine schnelle Erweiterung des Muttermundes und durch Drehen des Kindes schwere Blutungen zu vermeiden. Auf der Grundlage ihrer Beobachtungen erstellte sie statistische Tabellen, die bei der Klärung von Fragen zu Schwangerschaft und Wehen hilfreich waren.
Lachapelle unterrichtete viele Hebammen. Zu ihren Schülerinnen gehörte auch Marie Boivin.

## Tod und Nachleben
Marie-Louise Lachapelle starb am 4. Oktober 1821 an Magenkrebs. Nach ihrem Tod wurde ihr Werk Pratique des Accouchemens, ou Mémoires, Et Observations Choisies, sur les Points les Plus Importans de l'Art (Geburtspraxis oder Erinnerungen und ausgewählte Beobachtungen zu den wichtigsten Punkten der Kunst) in einem Zeitraum von vier Jahren ab 1821 durch ihren Neffen, den Arzt und Naturforscher Antoine Louis Dugès, in drei Bänden veröffentlicht. Mit der Erlaubnis seiner Tante fügte er eigene Anmerkungen bei. In Band 1 ihres Werks vertrat sie deutlich andere Positionen als Jean Louis Baudelocque. Sie klassifizierte die Positionen des Fötus besser und reduzierte die von ihm angegebenen 94 Positionen auf 22. Sie vertrat die These, dass Instrumente bei einer Geburt so wenig wie möglich eingesetzt werden sollten und nicht, um sich die Arbeit zu verkürzen. Band 2 beschrieb ihre ungewöhnlichsten Fälle und die Behandlungen, die sie angewendet hatte, und Band 3 befasste sich mit der damals neuen Operationstechnik der Symphysiotomie, die durch Durchtrennung der Knorpelverbindung zwischen den Schambeinen eine sofortige, dramatische Vergrößerung des Beckenauslasses bewirkte. Ihr Buch wurde zu einer wichtigen Grundlage für die Ausbildung von Hebammen in ganz Europa.
Judy Chicago widmete ihr eine Inschrift auf den dreieckigen Bodenfliesen des Heritage Floor ihrer Installation The Dinner Party. Die mit dem Namen Marie la Chapelle beschrifteten Porzellanfliesen sind dem Platz mit dem Gedeck für Elizabeth Blackwell zugeordnet.